# Chah-e Jafar Ahmadi
Chah-e Jafar Ahmadi (em persa: چاه جعفراحمدي, também romanizada como Chāh-e Jaʿfar Aḩamdī) é uma aldeia do distrito rural de Esfandar, no condado de Abarkuh, na província de Yazd, Irã.